# 易三仓大学
易三仓大学（簡稱）是泰国一所私立天主教大学，创建于1969年，有三座校园，分别在北欖府素万那普地区、华马校区、以及曼谷市中心的Central World Plaza。其英文校名為「聖母升天」之意。
易三仓大学原名易三仓工商管理学院（ABAC），是由圣加俾额尔会（Brothers of St. Gabriel）管理，该修会自1901年以来一直活跃在泰国教育领域。1990年，该校被大学事务部授予大学地位，命名为易三仓大学。最近，易三仓大学扩建了素万那普校园，采用哥特式等欧式建筑风格，创造一个自然为本的氛围，被称为“公园中的大学”。
易三仓大学以吸引大量外国学生著称，这些学生来自俄罗斯、中国、缅甸、乌干达、孟加拉国、巴基斯坦，以及其他亚洲国家. 来自中国的学生是外国学生中最多的，人数高达6,000，其次是印度学生，有1,001名，还有来自美国罗耀拉大学和欧洲的交换生。易三仓大学也是泰国第一所国际大学。
易三仓大学设有许多专业，如工程、信息技术、科学、护理、法律、工商管理、传播艺术、建筑, 生物学以及音乐。2002年12月21日，该校成立了互联网远程教育学院。易三仓大学是一个综合性大学。